# Route nationale T1 (Tanzanie)
Pour les articles homonymes, voir T1.
La route T1 est une route nationale en Tanzanie.
Elle s'étend de Dar es Salaam jusqu'à Tunduma (en) à la frontière entre la Tanzanie et la Zambie,.

## Présentation
La route T1 forme dans son intégralité la partie tanzanienne de l'autoroute de Tanzam.
La route T1 est une artère routière majeure entre Dar es Salaam et les villes des hautes terres du sud de la Tanzanie.
Entre Iringa et la Zambie, la T1 fait partie de la route transafricaine TAH 4 , la route internationale reliant Le Caire en Égypte et Le Cap en Afrique du Sud.

## Tracé

La route nationale T1 (en rouge) et les autres routes nationales.

- Dar es Salaam
- Chalinze (en)
- Morogoro
- Iringa
- Makambako
- Uyole
- Mbeya
- Mpemba
- Tunduma (en)